# 明解国語辞典
『明解国語辞典』（めいかいこくごじてん）は、日本で最初の現代語中心の小型国語辞典。1943年に三省堂から初版を発行。1952年に同じく三省堂から改訂版、1997年には初版復刻版が発行された。

## 編者
表紙には金田一京助の名前が記載されているが、実質的には金田一の東京大学での教え子である見坊豪紀がほぼ独力で編纂し、山田忠雄が補助、またアクセントに関しては金田一春彦が協力した。こうした経緯から、『明解国語辞典』は見坊の業績として扱われる。
金田一春彦によれば「（金田一京助は）一行も書きません。辞典の原稿は向きませんよ」という。ただし、見坊によれば、後に金田一京助は「じつは、私も校正刷りを最後の一行まで見たが全然手を入れる必要がなかった」と語ったという。

## 成立
見坊は1939年から編集に着手した。先行辞書である『小辞林』（金沢庄三郎編、三省堂）をもとに、文語調の語釈を口語体に直し、かつまた新語を増補するのが基本方針だった。見出し語選定に当たっては、『言苑』（新村出編、博文館）も参考にしつつ、先行辞書にないことばを多く増補した。執筆は1941年には完了し、1943年5月に初版が発行された。

## 特色
『明解国語辞典』の特色は、初版の「序」によれば、引きやすいこと、分かりやすいこと、現代的な語彙を多く載せることの3点に集約される。
引きやすくするための工夫として、金田一春彦の発案と見坊の責任において、「徹底的な表音式」を採用した。たとえば、「公正」を「こお-せえ」、「鼻血」を「はな-じ」とするなどの方式である。改訂版では「公正」は「こお せい」と表記し、また、「音楽」を「おん か゜く」と鼻濁音を表示するなど、実験的な変更が加えられた。簡潔で平易な語釈とするため、仮名を多くした。
さらに、現代的な語彙の収録のため、見坊は、主として当時の新聞から多数の用例を拾い続けた。『明解国語辞典』で初めて立項された現代語は、「興亜」「節米」「拓士」「計画経済」「国民職業指導所」「国民徴用」「恩給金庫」「勤労奉仕」「労働奉仕」「隣組」「ナイトクラブ」など多数に上った。現代人が日常生活で使用する日本語の姿が詳しく記述されたのである。
見出し語は、初版では約7万3000語。改訂版では減って6万6000語。

## 後続の国語辞典
『明解国語辞典』は、1952年に改訂版が出た後、1967年に新装版となり、1971年まで刷りが重ねられたが、内容については、改訂版の後大きな変更はない。
本辞典を基礎として、見坊が主幹の『三省堂国語辞典』（三省堂、1960年初版）、および、山田が主幹の『新明解国語辞典』（三省堂、1972年初版）という2つの新しい国語辞典が生まれた。辞典名は『新明解国語辞典』に引き継がれたといえるが、「引きやすい、分かりやすい、現代語彙が多い」という特色は、むしろ『三省堂国語辞典』のほうに顕著である。例えば語義の記述について、『三省堂国語辞典』は「説明を読んだ人が、その語を自然に思い浮かべることができるよう、日常の言葉で具体的に記述する」という点に特色があるが、『新明解国語辞典』は「単なる類義語の言い換えではなく、一文で語義を説明する」という態度を貫いている。